# Song Renzong
Song Renzong (宋仁宗T, Sòng Rén ZōngP; 30 maggio 1010 – 30 aprile 1063) fu il quarto imperatore della dinastia Song in Cina, sedette sul trono dal 1022 al 1063.
Il suo nome personale era Zhao Zhen (趙禎T, Zhào ZhēnP), fu il quarto figlio dell'imperatore Zhen Zong. Nonostante abbia regnato per un periodo relativamente lungo non è un imperatore molto famoso. Dal punto di vista storico il suo regno segna il punto di massima influenza e potenza per la dinastia Song, e l'inizio del lungo processo di disgregazione che porterà alla caduta della dinastia un secolo e mezzo più tardi.
Le ragioni all'origine di tale declino vanno ricercate nelle scelte effettuate dai Song in materia di politica estera. Le politiche pacifiste di quest'epoca comportarono il progressivo indebolimento dell'esercito. I confinanti Xia occidentali seppero approfittare di questo lento deteriorarsi scatenando una serie di piccoli conflitti lungo i confini dell'impero Song. Una volta salito al potere, Ren Zong cercò di ovviare a questo problema. Sul fronte interno si fece promotore di alcuni decreti volti a rafforzare l'esercito, mentre sul fronte esterno cercò di allentare la pressione sulle frontiere rivolgendosi ai vicini Liao. A questi ultimi i Song inviarono ingenti tributi per spingerli a muovere guerra contro gli Xia. Tali tentativi non ebbero tuttavia l'esito sperato, finendo con l'aggravare ulteriormente la situazione finanziaria dello stato Song.
Il costo di tali politiche si rifletté sulla società Song. Per finanziare tributi e decreti fu necessario aumentare le imposte e incrementare le corvée, di conseguenza i contadini si trovarono a vivere in uno stato di povertà perenne.
Ren Zong non ebbe eredi maschi. Su suggerimento dei suoi ministri, prima di morire fece venire a corte i figli di due membri della famiglia imperiale, per garantire che la successione potesse avvenire senza problemi. Uno dei due ragazzi si chiamava Zhao Zongshi, figlio di Zhao Yunrang. Quest'ultimo era primo cugino dell'imperatore, e all'epoca in cui si svolsero i fatti rivestiva la carica di capo del Grand'Ufficio per gli Affari del Clan Imperiale, la carica più prestigiosa per un membro del clan imperiale. Fu così che alla morte dell'imperatore, il figlio di Zhao Yunrang gli succedette al trono. Zhao Zhongshi cambiò in seguito il proprio nome in Zhao Shu, e divenne il quinto imperatore della dinastia Song sotto il nome di Ying Zong.